# Wapen van Herent

Het huidige wapen van Herent (sinds 1987).

Het Wapen van Herent is het heraldisch wapen van de Belgische gemeente Herent. Het eerste wapen werd op 9 juli 1861 toegekend, vervolgens werd een nieuw wapen na de fusies op 3 december 1987 toegekend.

## Geschiedenis
Het huidige wapen werd toegekend na de fusie van Herent met Winksele en Veltem-Beisem en omvat daarom in het eerste kwartier het oude wapen van Herent, in het tweede dat van Winksele en in het derde en het vierde respectievelijk, dat van Veltem en Beisem. Het eerste wapen van Herent (nu terug te vinden in het eerste kwartier van het huidige) toonde de Heilige Maria met Jezus in een compositie die reeds in 1391 werd gebruikt door de raad van Herent en ook in latere zegels uit 1452, 1539 en 1590 opduikt en aldus ook werd aangevraagd als gemeentewapen door de gemeenteraad van Herent in 1861.

## Blazoen
Het wapen heeft de volgende blazoenering:
Gevierendeeld 1. in lazuur een zittende, aanziende en gekroonde Onze-Lieve-Vrouw met nimbus, houdende op de linkerarm het Kind Jezus met nimbus en in de rechterhand een lelie, het geheel van goud 2. in sabel een omgewende leeuw van goud, geklauwd en getongd van keel, in de schildvoet rechts vergezeld van de letter W van goud 3. in sabel een omgewende leeuw van goud, geklauwd en getongd van keel 4. in zilver een schildhoofd ingehoekt van drie stukken van lazuur, beladen met drie lelies van goud.